# 사이타마 현영 오미야 공원 야구장

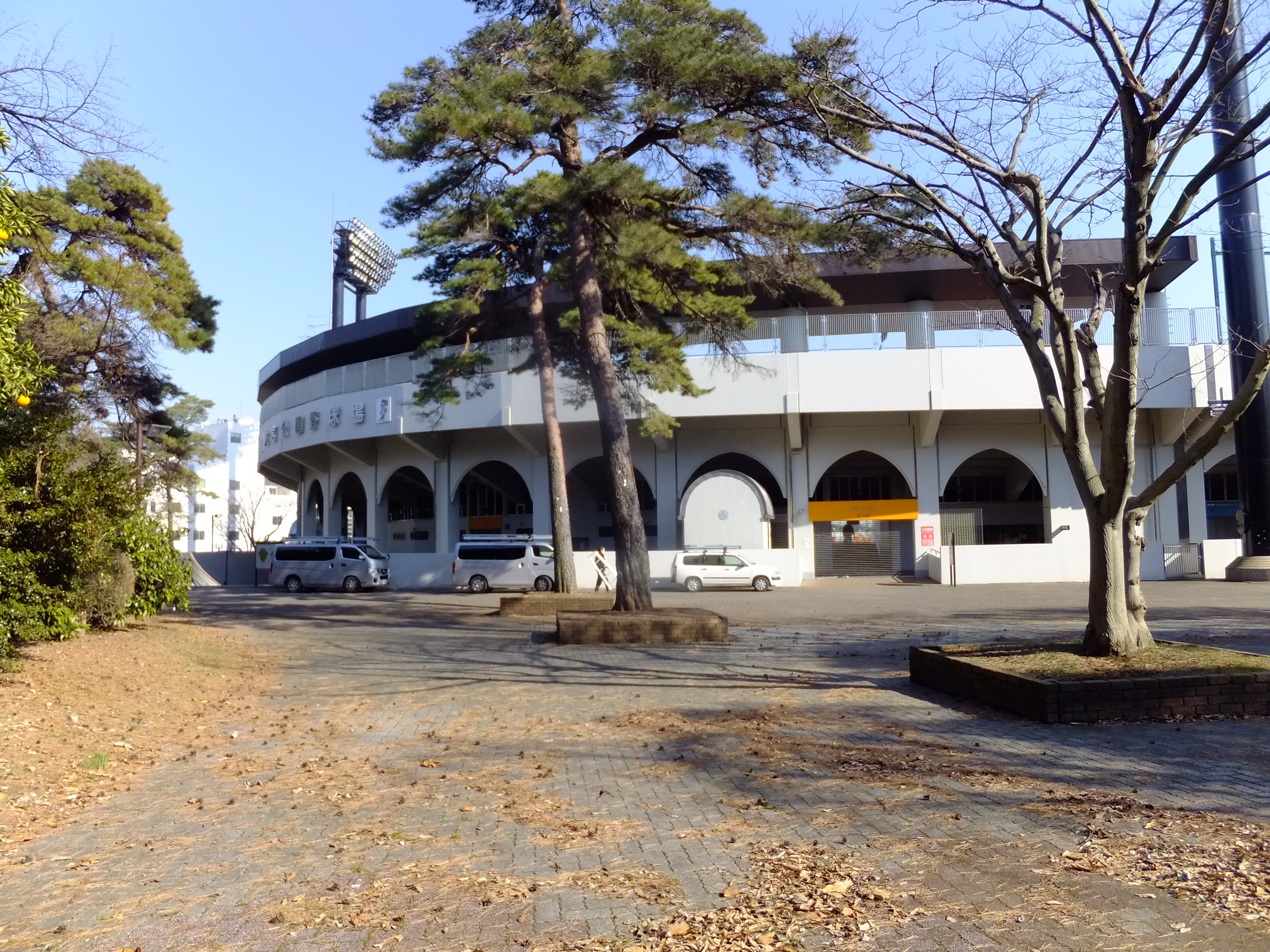

사이타마 현영 오미야 공원 야구장(일본어: 埼玉県営大宮公園野球場 사이타마켄에오미야코엔야큐죠[*])은 일본 사이타마현 사이타마시 오미야구 오미야 공원에 있는 야구장이다. 시설은 사이타마 현이 소유하고 있으며 사이타마 현 공원 녹지 협회가 운영 및 관리를 하고 있다.